# Кузница (журнал)
«Кузница» — журнал одноименного литературного объединения, выходивший в 1920—1922 годах.

## История
Первый номер журнала вышел в мае 1920 года в обложке из обёрточной бумаги. Вокруг него объединилась группа пролетарских писателей, покинувших Пролеткульт из-за идейно-тактических разногласий с руководством. В марте 1921 группа приняла название «Кузница», по журналу. Первые четыре номера были ежемесячными, затем журнал выходил нерегулярно, в 1921 и 1922 вышло по два номера. Всего было выпущено 9 номеров (№ 5/6 сдвоенный).
В августе 1921 журнал был объявлен центральным органом ВАПП, но сохранял кружковый характер, печатая лишь членов группы.
Около половины объёма занимала поэзия (В. Казин, С. Обрадович, С. Родов, В. Александровский, М. Герасимов, Г. Санников, Е. Нечаев, Н. Полетаев, В. Кириллов, А. Дорогойченко и другие). Из прозы опубликовано 13 рассказов (Н. Ляшко, М. Волков, А. Платонов, П. Низовой).